# Psychiatrická nemocnice Horní Beřkovice
Psychiatrická nemocnice v Horních Beřkovicích byla otevřena v roce 1891 jako filiální ústav Zemského ústavu pro choromyslné Praze a skládala se pouze z hlavní dvoupatrové budovy zámku a dvou přízemních křídel tvořících čtvercové nádvoří. Teprve v průběhu dalších let se přikupováním sousedních pozemků a výstavbou nových pavilónů areál léčebny rozšířil do dnešní velikosti (cca 25 ha). Z počátku ústav sloužil pouze k léčení duševně nemocných žen. Mužům se léčebna otevřela až od roku 1908. Do roku 1920 zajišťovaly ošetřovatelskou službu pacientů řádové sestry. Potom je nahradili civilní zaměstnanci. Svou samostatnost získala nemocnice v roce 1919.
V roce 1944 zabrala většinu nemocnice pro účely lazaretu německá armáda. Civilním pacientům byla určena pouze část zámku. Po opuštění areálu Němci v květnu 1945 zůstaly budovy v dezolátním stavu, který si vyžádal jejich celkovou adaptaci. Přestavba a modernizování objektů probíhá v podstatě až do současné doby. Ruku v ruce s tímto vývojem postupovala i modernizace materiálového vybavení nemocnice a zavádění nejmodernějších léčebných metod.

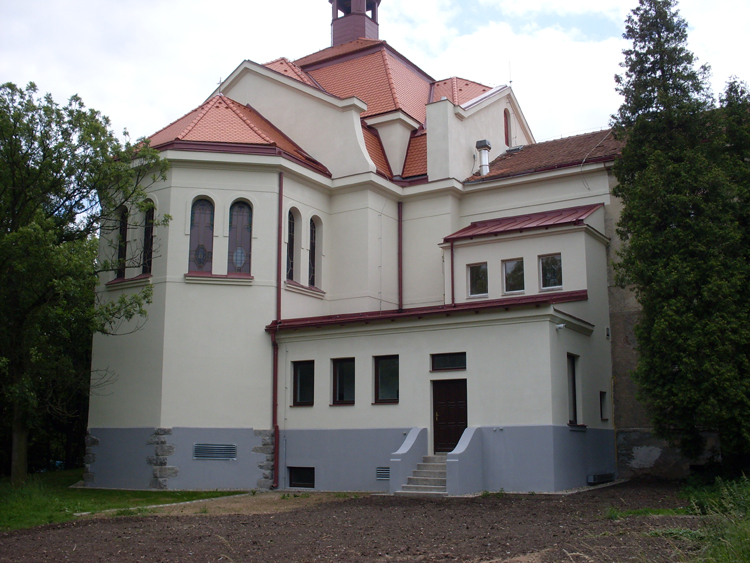
Kostel sv. Václava

V roce 1960 byla nemocnice včleněna do nově vzniklého KÚNZ v Ústí nad Labem z jehož působnosti byla opět vyňata při jeho zrušení v roce 1990 a ustanovena jako samostatný subjekt v rámci ministerstva zdravotnictví. Postupně byla vybudována řada pavilonů s původním počtem lůžek 1000. V osmdesátých letech min. století došlo k postupné reprofilizaci lůžek a snižování jejich počtu, což vedlo ke zkvalitňování péče o nemocné.
V současné době je celkový počet lůžek v nemocnici 587, většina oddělení je po rekonstrukci. Spádová oblast nemocnice je zhruba 1,5 milionu obyvatel a zahrnuje Ústecký kraj, část Libereckého a ze Středočeského okresy Mělník, Kladno. Po dohodě je možno na specializovaná oddělení přijímat i pacienty z jiných oblastí. Nemocnice se nachází na hranicích Středočeského a Ústeckého kraje mezi Roudnicí nad Labem a Mělníkem.
Pacienti mají možnost návštěvy bohoslužby konající se v kapli v areálu nemocnice. K dispozici je také lékárna sloužící pro ústavní potřeby i pro veřejnost, kavárna a internetová kavárna.
Psychiatrická nemocnice je zdravotnické zařízení a v současné době neposkytuje sociální péči ve smyslu zákona 108/2006 Sb. o sociálních službách (účinného od 01.01. 2007).
Dne 26. února 2008 byla Psychiatrické nemocnici v Horních Beřkovicích rozhodnutím Ministerstva zdravotnictví č.j. MZDR 987/2008 udělena akreditace specializačního vzdělávání v oboru psychiatrie.
Součástí areálu je bývalý ústavní kostel sv. Václava, upravený na multifunkční kulturní centrum pro poskytování služeb v oblasti primární protidrogové prevence.